# 野毛節
野毛節（のげぶし）は、神奈川県横浜市に伝わる民謡。野毛山節、あるいはノーエ節、サイサイ節などとも呼ばれる。文久年間の横浜開港とともに誕生し、踊りは1952年に振り付けられたという。1978年に保存会が発足し、現在伝わる形となった。全国各地に伝わる「ノーエ節」の元祖とする説もある。

## 歌詞
「ノーエ」という囃子言葉が特徴で、野毛山から見た異人館や外国人練兵場といった開港当時の横浜の情景を揶揄的に歌ったものとされる。

一般社団法人ヨコハマNOWによれば、以下の歌詞が伝わる。
（1番）
代官山からノーエ　代官山からノーエ　代官サイサイ
山から異人館をみれば　ラシャメンと二人でノーエ
ラシャメンと二人でノーエ　ラシャメンサイサイ
抱えて　赤いズボン
（2番）
代官山からノーエ　代官山からノーエ　代官サイサイ
山から蒸気船をみれば　太い煙突ノーエ
黒い煙りがノーエ　黒いサイサイ
煙りが　横に出てる
（3番）
秋の演習はノーエ　秋の演習はノーエ　秋のサイサイ
演習は白黒二軍　白黒二軍はノーエ　白黒二軍はノーエ
白黒　サイサイ　二軍は　演習が終わる
（4番）
野毛の山からノーエ　野毛の山からノーエ　野毛のサイサイ
山から異人館を見れば　鉄砲かついでノーエ
鉄砲かついでノーエ　お鉄砲　サイサイ
かついで　小隊進め
（5番）
オッピキ　ヒャラリコ　ノーエ　オッピキ　ヒャラリコ　ノーエ
オッピキ　サイサイ　ヒャラリコ　小隊進め
チーチー　ガタガッテ　ノーエ　チーチー　ガタガッテ　ノーエ

チーチーガ　サイサイ　ガタガッテ　小隊進め